# Agulles de Monestero
Les Agulles de Monestero és una muntanya de 2.766 metres que es troba al municipi d'Espot, a la comarca del Pallars Sobirà. Està situada a la conca alta del riu Escrita, i separa la vall de Monestero de la vall de Subenuix.